# Hiptage boniana
Hiptage boniana är en tvåhjärtbladig växtart som beskrevs av Paul Louis Amans Dop. Hiptage boniana ingår i släktet Hiptage och familjen Malpighiaceae. Inga underarter finns listade i Catalogue of Life.